# チャイニーズ・テンプル・チン
チャイニーズ・テンプル・チン（英語：Chinese Temple Ch'in）は、アメリカ合衆国原産の愛玩犬種のひとつである。別名はチャイニーズ・インペリアル・ドッグ（英語：Chinese Imperial Dog）。
20世紀に作出された犬種である。中国の古代種とされる「テンプル・ドッグ」の雄犬と狆の雌犬を基礎犬として交配を進め、作出された。狆に似た姿かたちをしているが、それよりもマズルは長めで、コートの質なども異なる。体は狆よりわずかに長い。耳は垂れ耳、尾は背に背負った巻き尾で、耳と尾には豊かな飾り毛がある。コートは綿のようでふわふわとしており、毛色はブラク・アンド・ホワイトがメインだが、その外の毛色のものも稀に出る。体の大きさ・体重はジャイアント、クラシック、ミニチュア、スリーブの4つの階級に分けられており、体高は8〜36cm、体重は700g〜9kgとされる。